# Martelaren van Alkmaar

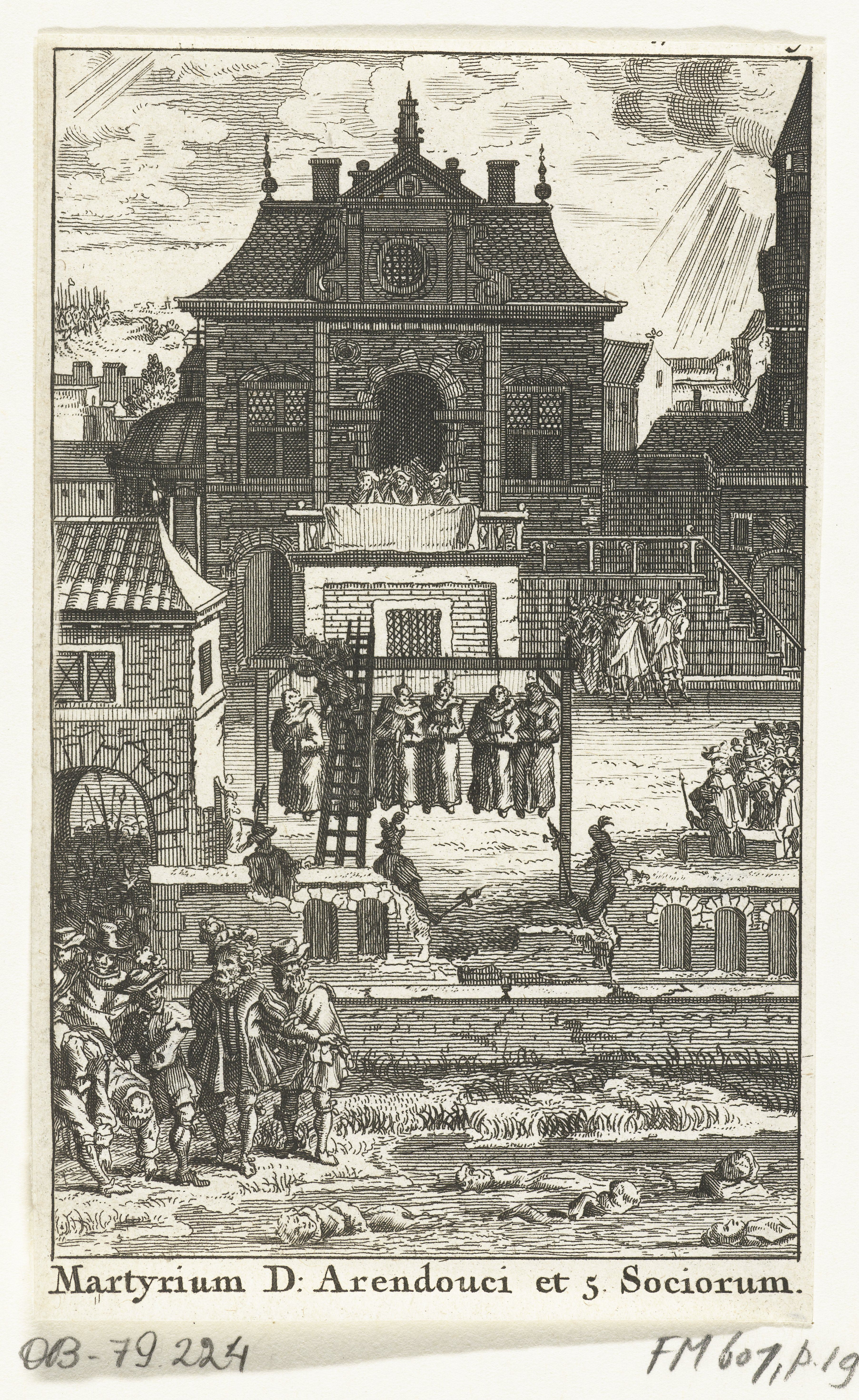
Pater Daniël van Arendonk en vijf broeders opgehangen te Alkmaar, 1572

De Martelaren van Alkmaar zijn een groep katholieke geestelijken die, na de verovering van Alkmaar door Diederik Sonoy in 1572, naar Enkhuizen werden overgebracht en aldaar door de geuzen werden gemarteld en opgehangen.

## Voorgeschiedenis
Op 24 juni 1572 namen de geuzen Alkmaar in en namen daarbij katholieke geestelijken gevangen. Sonoy, die juist dat jaar door Willem van Oranje benoemd was tot gouverneur van West-Friesland, liet de geestelijken overbrengen naar Enkhuizen waar hij burgemeester was. De gevangenen zouden vrij worden gelaten als ze het katholicisme afzwoeren en protestants werden. Toen zij dit, zelfs na martelingen, weigerden, werden ze op 25 juni 1572 opgehangen.

## De martelaren
De vijf geestelijken kwamen allemaal uit het franciscaanse convent dat in Alkmaar gevestigd was. Hun namen waren:
- Daniël van Arendonk;
- Hadrianus van Gouda;
- Cornelis van Diest;
- Johannes van Naarden;
- Lodewijk Voets (of Ludovicus Boethuis).

In tegenstelling tot de bekendere martelaren van Gorcum is deze groep martelaren nooit zalig of heilig verklaard.